# Quilombo Santa Fé
Santa Fé, também referida como Comunidade Quilombola de Santa Fé do Guaporé, é uma comunidade remanescente de quilombo, população tradicional brasileira, distante dez quilômetros do município do município brasileiro de Costa Marques, em Rondônia. Está localizada à margem direita do Rio Guaporé, na divisa entre Brasil e Bolívia, a 713 km de distância da capital Porto Velho. A comunidade de Santa Fé é formada por uma população de 41 famílias, distribuídas em uma área de 1.452,9224 hectares.
O território foi certificado como remanescente de quilombo (reminiscências históricas de antigos quilombos) em 2016, pela Fundação Cultural Palmares. Esta comunidade teve o Relatório Técnico de Identificação e Delimitação publicado em 2015 (etapa da regularização fundiária), tendo recebido a titulação da terra em 08/15/2017, pelo INCRA.

## Histórico
Duas fontes indicam que a comunidade foi instituída em 1888, por negros de Vila Bela da Santíssima Trindade, Mato Grosso. Outra fonte indica que sua origem teria ocorrido em 1870, no período da primeira exploração da borracha. Com o declínio da borracha, os moradores da comunidade passaram a viver de atividades de subsistência: roçados, pesca, caça e recolha da poalha. Já uma terceira fonte aponta que
há registro da chegada na comunidade de parte de um grande grupo de 100 pessoas escravizadas, procedentes de uma usina de Cáceres e que foram libertadas pela Lei Áurea, assim como anteriormente de outras procedentes do lendário quilombo do Quariteré, de Vila Bela do Mato Grosso e do Forte Príncipe da Beira, espalhados pelo Vale do Guaporé.
Em 2013, a comunidade era composta por cerca de 20 casas sem quintais. A maioria da população trabalhava em serviços de mão-de-obra e cada família plantava sua própria roça. O gado era comum, assim como as caças e pescas eram partilhadas. A Associação da comunidade tinha sede própria, ontem eram realizados festejos, visitas e a Educação para Jovens e Adultos. As crianças vão para a escola do Município. Da cultura própria da comunidade, destacam-se a Festa do Divino Espírito Santo e o rasqueado, dança já quase esquecida.
Em 1987, a comunidade sofreu uma desapropriação quando da chegada do fazendeiro de iniciais PN, que enviou pistoleiros para expulsar vinte famílias de suas casas. Os membros da comunidade passaram a viver sem nenhuma estrutura nas proximidades da área urbana de Costa Marques. O fazendeiro queimou as casas e as roças. A situação recebeu atenção pública a partir de uma publicação de Paulo Verdier, Bispo de Guajará-Mirim, no jornal regional “O imparcial”; que foi seguida de 15 notícias em outros veículos regionais. Vários políticos se pronunciam sobre a situação até que Guajará-Mirim obtém decisão favorável do tribunal para imediata reintegração de posse aos moradores da comunidade, que voltam a Santa Fé. O Juiz de Costa Marques recorre da sentença e os moradores são obrigados a sair novamente de suas terras. Alojaram-se do lado de fora da Câmara Municipal de Costa Marques. O advogado Luiz Negrão e o padre Paulo Verdier convencem o juiz a favor dos quilombolas, ao apresentarem o esquema de distribuição real de terra de acordo com o Instituto de Colonização e Reforma Agrária. Ficam aprovados 49 lotes de 100 metros cada para os quilombolas, e a obrigação ao fazendeiro PN de retornar suas fronteiras conforme a documentação do INCRA.
Em 2008, servidores do INCRA realizaram estudos na área; mas apenas em dezembro de 2013, após recomendação do MPF, apresentou o relatório antropológico (documento imprescindível para a regularização fundiária).
Em 2024, a associação era presidida por Mafalda Gomes, pessoa de destaque na comunidade.

## Tombamento
O tombamento de quilombos é previsto pela Constituição Brasileira de 1988, bastando a certificação pela Fundação Cultural Palmares:
Art. 216. Constituem patrimônio cultural brasileiro os bens de natureza material e imaterial, tomados individualmente ou em conjunto, portadores de referência à identidade, à ação, à memória dos diferentes grupos formadores da sociedade brasileira [...]
§ 5º Ficam tombados todos os documentos e os sítios detentores de reminiscências históricas dos antigos quilombos.
Portanto, a comunidade quilombola de Santa Fé é um patrimônio cultural brasileiro, tendo em vista que recebeu a certificação de ser uma "reminiscência histórica de antigo quilombo" da Fundação Cultural Palmares no ano de 2016.

## Situação territorial
A Associação Quilombola da Comunidade de Santa Fé possui o título definitivo de propriedade de todos os seus 1.452 hectares desde 2016. O título da terra (regularização fundiária) proporciona que a comunidade enfrente menos dificuldades para desenvolver a agricultura (como conflitos pela posse da terra com os fazendeiros da região em que se localiza), que solicite o licenciamento ambiental de seu território e solicite políticas sociais e urbanas para melhorias de suas condições de vida, como infraestrutura urbana de redes de energia, água e esgoto.
Povos Tradicionais ou Comunidades Tradicionais são grupos que possuem uma cultura diferenciada da cultura predominante local, que mantêm um modo de vida intimamente ligado ao meio ambiente natural em que vivem. Através de formas próprias: de organização social, do uso do território e dos recursos naturais (com relação de subsistência), sua reprodução sócio-cultural-religiosa utiliza conhecimentos transmitidos oralmente e na prática cotidiana.

Em 2009, foi lançado o fascículo de Mapeamento Social e estudo cartográfico desta comunidade pelo Projeto Nova Cartografia Social da Amazônia (PNCSA), do Instituto Nova Cartografia Social com o Centro de Estudos Superiores do Trópico Úmido (CESTU/UEA), que indicou as seguintes reivindicações da comunidade:

- Recuperação completa da vicinal que liga a comunidade quilombola à Zona Urbana do município, com elevação do aterro e recuperação das pontes;
- Construção de uma escola de ensino fundamental;
- Construção de um posto de atendimento médico e odontológico;
- Saneamento básico (água tratada e esgoto sanitário, além da construção de módulos sanitários);
- Projetos voltados para geração de empregos: ecoturismo, piscicultura, criatório e comercialização sustentável de quelônios;
- Titulação imediata do território pertencente à Comunidade Quilombola de Santa Fé.

Em 2024, a comunidade quilombola de Santa Fé recebeu R$ 2,85 milhões em créditos do Incra, distribuídos para vinte e sete famílias. São apoios financeiros para atividades produtivas familiares e para a construção de habitações, que chegam ao máximo de R$ 75 mil.